# Broadgate Tower
Broadgate Tower je mrakodrap stojící v Londýně, má jedno podzemní a 35 nadzemních podlaží a tyčí se do výšky 161,3 m. Konstrukci tvoří vyztužené jádro a diagonální ocelové nosníky v plášti budovy. Budovu navrhla společnost Skidmore, Owings and Merrill v roce 2002 pro developerskou firmu British Land a její výstavba probíhala v letech 2006-2008. V roce 2009 byla budova vyhlášena jako nejlepší výšková budova Evropy v prestižním udělování cen CTBUH Awards.